# Plaine-Morte-Gletscher
Der Plaine-Morte-Gletscher (französisch glacier de la Plaine Morte) ist ein Plateaugletscher in den Berner Alpen. Er liegt auf einer Hochfläche südlich des Wildstrubels auf dem Gebiet der Schweizer Gemeinde Lenk im Kanton Bern. Über den Begrenzungskamm unmittelbar südlich des Gletschers verläuft die Grenze zum Kanton Wallis. Die bedeutendste Zunge des Gletschers wird Rezligletscher (auch Raetzligletscher) genannt.

## Lage
Der grösste Teil des Plaine-Morte-Gletschers liegt auf einer Höhe von 2700 m ü. M. bis 2800 m. Er wird im Nordosten vom Wildstrubel (3244 m) und Schneehorn (3180 m ü. M.), im Süden vom Grat der Faverges (2970 m ü. M.), vom Tothorn (2935 m ü. M.; französisch Sex Mort) und der Pointe de la Plaine Morte (2927 m ü. M.), im Nordwesten vom Weisshorn (2947 m ü. M.) und dem Gletscherhorn (2943 m ü. M.) flankiert. Gegen Norden hin ist der Gletscher leicht geneigt und läuft in der schmalen Zunge des Rezligletschers auf derzeit 2468 m aus. Hier entspringt der Trüebbach, der mit mehreren Wasserfällen den steilen Felshang hinunter auf die Rezlialp fällt und sich dort mit dem Quellwasser des Siebenbrunnens zur Simme vereinigt. Einen weiteren Schmelzwasserabfluss gibt es im Südosten des Gletschers über die Tièche zur Rhone. Damit fliesst aus dem Plaine-Morte-Gletscher Wasser sowohl zur Nordsee als auch zum Mittelmeer.
Der Gletscher der Plaine Morte war im Jahr 2005 rund 8,4 km² gross, das Eisvolumen wird mit 0,8 km³ veranschlagt. Die Eisdecke ist bis zu 235 Meter dick, die mittlere Eisdicke beträgt 96 Meter. Von 1954 bis 2005 haben sich seine Fläche um 16 % und sein Volumen um 18 % (0,173 km³) verringert. Die West-Ost-Ausdehnung beträgt maximal etwa 5 km, die maximale Länge wird für 2011 bezogen auf den Rezligletscher mit 3,7 km angegeben.

## Entwicklung
In seinem Hochstadium während der Kleinen Eiszeit Mitte des 19. Jahrhunderts reichte der Plaine-Morte-Gletscher wesentlich weiter den Nordhang zwischen Gletscherhorn und Wildstrubel hinunter. Nach dem Rückzug des Gletschers hat sich auf 2265 m das Rezligletscherseeli gebildet. Das Eisvolumen des Plateaugletschers hat in den letzten 100 Jahren ebenfalls stark abgenommen. Im Randbereich des Gletschers haben sich einige zum Teil mit Schmelzwasser gefüllte Wannen gebildet. Es wird angenommen, dass der Gletscher zum Ende des 21. Jahrhunderts weitgehend verschwunden sein wird.
Der Plaine-Morte-Gletscher hat im Juli 2011 durch Ausbrüche von Gletscherseen von sich reden gemacht. Es kam zu Überflutungen im Simmental. Nach dem Ausbruch von 2018, welcher bisher der grösste war, hat man 2019 damit begonnen einen 800 Meter langen Kanal durch den Gletscher zu bohren, damit das Wasser kontinuierlich abfliessen kann. Die Entleerung 2019 begann am 24. August und dank dem Entlastungskanal ist es bisher zu keinen Überschwemmungen in der Lenk gekommen. Im Winter 2019/20 füllte sich der Kanal jedoch mit Schnee, wodurch der Abfluss im Sommer 2020 behindert wurde. Infolge entschied man sich einen weiteren Kanal zu bauen, welcher bis Anfang Juli 2022 fertiggestellt wurde. Dennoch wurde im Juli 2022 vor einem erneuten Ausbruch des Favergesees mit möglichen Hochwasser und Springfluten im Simmental gewarnt.
| Jahr         | 1850 | 1973 | 1999/2000 | 2013        |
| Fläche (km²) | 11,4 | 9,1  | 7,8       | 7,32 (2016) |
| Länge (km)   | 6,7  | 5,2  | 4,9       | 3,7         |

## Tourismus

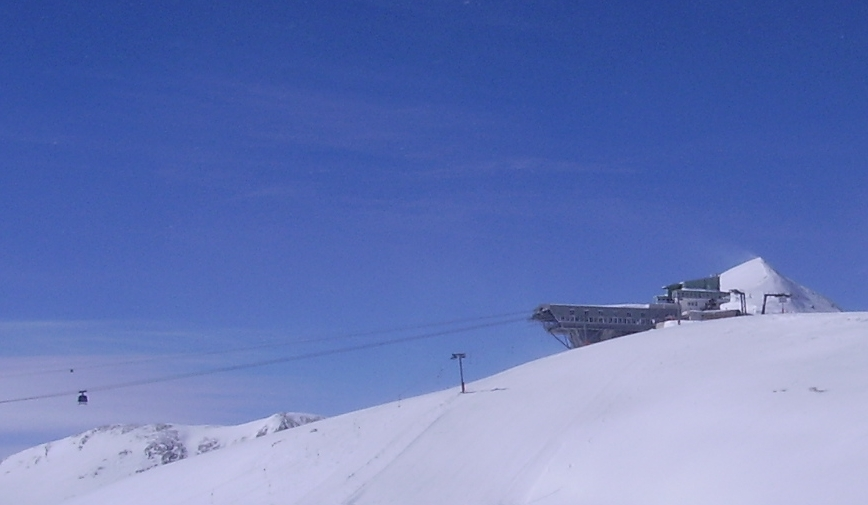
Bergstation der Seilbahn

Aus dem Ferienort Crans-Montana im Kanton Wallis führt ein Funitel nahe zum Pointe de la Plaine Morte, welche das Gletschergebiet erschliesst. Südlich des Gletschers auf der Walliser Seite der Wasserscheide gibt es einen Skilift, der das Skifahren auch im Sommer ermöglicht. Wegen des Gletscherschwundes mussten zwei weitere ehemalige Liftanlagen stillgelegt werden. Die weite Gletscherebene (im Flachbereich sind kaum Spalten vorhanden) eignet sich hervorragend für Skilanglauf.

## Radarstation
Etwas östlich der Bergstation auf dem Pointe de la Plaine Morte betreibt MeteoSchweiz seit dem Winter 2013/2014 eine Wetterradarstation.